# Chrysometa tungurahua
Chrysometa tungurahua este o specie de păianjeni din genul Chrysometa, familia Tetragnathidae, descrisă de Lévi, 1986.
Este endemică în Ecuador. Conform Catalogue of Life specia Chrysometa tungurahua nu are subspecii cunoscute.